# الكبة (ريمة)
الكبة هي إحدى قرى مديرية الجبين بمحافظة ريمة اليمنية، بلغ تعداد سكانها 1541 نسمة حسب الإحصاء الذي جرى عام 2004.